# Charaxes eudoxus
Charaxes eudoxus är en fjärilsart som beskrevs av Dru Drury 1782. Charaxes eudoxus ingår i släktet Charaxes och familjen praktfjärilar. Inga underarter finns listade i Catalogue of Life.

## Bildgalleri

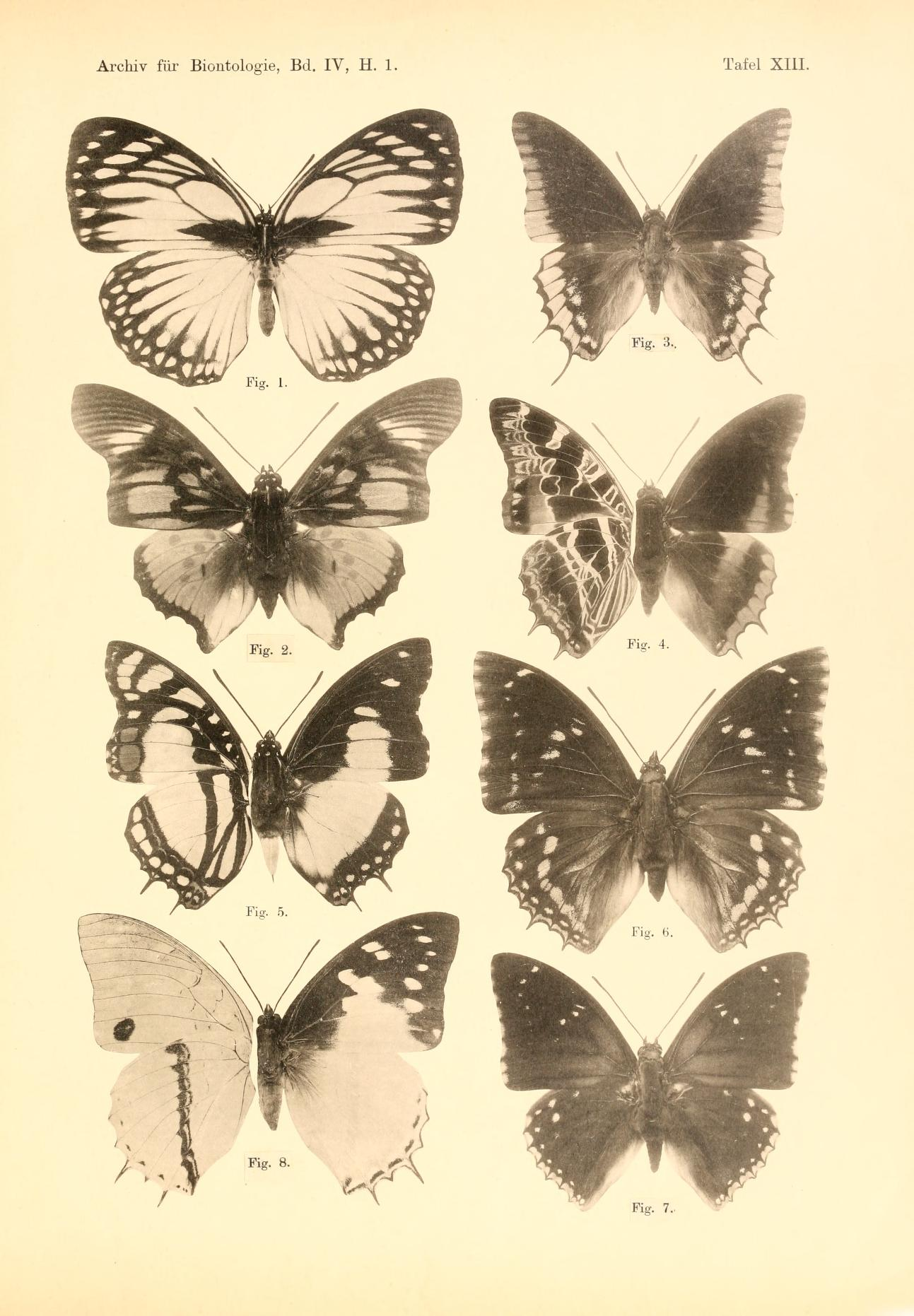